# Зодиак (фильм, 2007)
«Зодиа́к» (англ. Zodiac) — американский криминальный триллер в стиле неонуар 2007 года, шестой полнометражный фильм режиссёра Дэвида Финчера по сценарию Джеймса Вандербильта, основанный на научно-популярных книгах Роберта Грейсмита "«Зодиак»" (1986) и "Зодиак без масок" (2002). В фильме снимались Джейк Джилленхол, Марк Руффало и Роберт Дауни-младший, Энтони Эдвардс, Брайан Кокс, Элиас Котеас, Донал Лог, Джон Кэрол Линч, Хлоя Севиньи, Филип Бейкер Холл и Дермот Малруни в ролях второго плана.
Фильм рассказывает историю розыска убийцы Зодиака, серийного убийцы, который терроризировал район залива Сан-Франциско в конце 1960-х и начале 1970-х годов, дразня полицию письмами, окровавленной одеждой и шифрами, отправленными по почте в газеты. Это дело остается одним из самых печально известных нераскрытых преступлений в Соединённых Штатах. Финчер, Вандербильт и продюсер Брэдли Дж. Фишер потратили 18 месяцев на проведение собственного расследования убийств в "Зодиаке". Финчер использовал цифровую камеру Thomson Viper FilmStream, чтобы сфотографировать большую часть фильма, и использовал традиционные высокоскоростные пленочные камеры для замедленной съемки эпизодов убийств.
"Зодиак" был выпущен Paramount Pictures в Северной Америке и Warner Bros. Pictures на международных рынках 2 марта 2007 года. Фильм получил в основном положительные отзывы, с похвалой за сценарий, режиссуру, актёрскую игру и историческую достоверность. Фильм был номинирован на несколько наград, включая премию "Сатурн" за лучший приключенческий фильм или боевик. Он собрал в мировом прокате более 84,7 миллионов долларов при производственном бюджете в 65 миллионов долларов. В опросе критиков, проведенном Би-би-си в 2016 году, "Зодиак" был признан 12-м величайшим фильмом XXI века.
Картина участвовала в основном конкурсе 60-го Каннского кинофестиваля.

## Сюжет
События фильма начинаются 4 июля 1969 года, когда Зодиак совершил своё второе нападение (расстрел в автомобиле молодого человека по имени Майкл Мажо и его подруги Дарлины Феррин). 1 августа убийца отправил три письма с шифрами в крупные газеты, в том числе в San Francisco Chronicle. Его посланиями заинтересовались два сотрудника газеты — Пол Эвери, пишущий про преступность, и карикатурист Роберт Грейсмит. Семейной паре энтузиастов удаётся самостоятельно расшифровать присылаемые Зодиаком зашифрованные части писем, опубликованных в газете, но это не помогает выходу на след преступника.
Зодиак совершает новые убийства, скрыв лицо чёрным мешком: влюблённой пары Брайана Хартнелла и Сесилии Шепард у озера Беррьеса и таксиста Пола Стайна. Расследованием занимаются детективы Дэйв Тоски и Билл Армстронг. Маньяк начинает угрожать расстрелом школьного автобуса, попутно беря на себя ответственность за чужие преступления. Попытка поймать преступника с помощью телевидения не удаётся — в эфир начинают звонить психически больные люди.
22 марта 1970 года происходит неудачное похищение Катрин Джонс и её дочери, предположительно это был Зодиак.
В 1971 году полиции удалось установить подозреваемого — сотрудника станции техобслуживания Union Oil Артура Ли Аллена. Бывший сослуживец готов подтвердить под присягой, что тот в январе 1968 года рассказывал о своём будущем псевдониме и готовности расстрелять детишек, с прошлой работы Аллена выгнали из-за домогательств к детям, показания брата также говорят не в его пользу. Встреча Тоски с коллегами только усиливает подозрения: в беседе он использует ряд выражений из писем, также он носит часы марки «Зодиак» (связь между брендом и прозвищем ранее установил Эвери). В итоге полиции удается получить ордер на обыск трейлера Аллена, где они находят оружие и подходящую под описание одежду. Однако баллистическая и почерковедческая экспертизы вместе с тестом ДНК не находят совпадений, а единственный видевший убийцу Мажо находится за границей.
Роберт Грейсмит решает начать самостоятельное расследование. Но Пол Эвери, ушедший со скандалом из Chronicle, отказывается помочь ему, так как по его мнению сам Зодиак был переоценен. Дэйв Тоски решает не публично поддержать расследователя, позволяя ему узнавать новые подробности в расследовании полиции из нескольких округов штата, сам Роберт также активно работает со свидетелями. Ему удаётся построить достаточно сильную цепочку между всеми зацепками и подозреваемым Риком Маршелом, но показания сестры одной из жертв полностью разбивают эту теорию. Всё это время журналисту регулярно звонит неизвестный, глубоко дышащий в телефонную трубку. Мелани из-за одержимости супруга работой забирает детей, которых он использовал в качестве помощников для анализа материалов.
Упомянутое свидетельницей имя вскоре окончательно убеждает расследователя в виновности Артура Ли Аллена, который после обысков переехал в другой округ, был судим за домогательства и единственный из более 2 000 подозреваемых написал письмо Тоски. Журналисту удается выявить связь с жертвой, шифрами и активность Зодиака. Последней каплей становится совпадение его дня рождения с Зодиаком, упоминавшемся о важной дате во время одного из телефонных звонков.
Грейсмит ночью приходит к Тоски и выкладывает свою теорию, против которой остаются только экспертизы, хотя некоторые из них Аллен мог обойти. Полицейский советует написать книгу. Позже Роберт приезжает на работу к Аллену, желая посмотреть в глаза предполагаемому убийце, чтобы осознать по ним его виновность. Спустя много лет, в 1991 году Мажо, единственный выживший жертва убийцы, опознает Ли Аллена по фотографии. Также в конце фильма на стендах у прилавка можно будет увидеть обложку ставшей бестселлером книги «Зодиак», написанной Робертом Грейсмитом.
Финальные титры сообщают, что в 1991 полиция решила возобновить расследование и снова поговорить с Алленом, который умирает от инфаркта за несколько месяцев до начала работы. После этого сообщается о дальнейшей судьбе Грэйсмита, Тоски и Эвери, а также нынешнем статусе уголовного дела о Зодиаке.

## В ролях
| Актёр                | Роль                     |
| -------------------- | ------------------------ |
| Джейк Джилленхол     | Роберт Грэйсмит          |
| Марк Руффало         | инспектор Дэйв Тоски     |
| Роберт Дауни-младший | репортёр Пол Эвери       |
| Энтони Эдвардс       | инспектор Билл Армстронг |
| Брайан Кокс          | Мелвин Белли             |
| Хлое Севиньи         | жена Роберта Мелани      |
| Джон Кэрол Линч      | Артур Ли Аллен           |
| Дермот Малруни       | капитан Марти Ли         |
| Элиас Котеас         | сержант Джек Муланакс    |
| Донал Лог            | Кен Харлоу               |
| Филип Бейкер Холл    | Шервуд Моррилл           |
| Адам Голдберг        | Даффи Дженнингс          |

Роль Зодиака исполняли сразу три актёра разной комплекции телосложения, в зависимости от того, как именно описывался убийца в показаниях о данном преступлении. Джон Кэрол Линч, чей персонаж Артур Ли Аллен является главным подозреваемым на роль Зодиака, никогда не снимался в данных эпизодах в роли убийцы.

## Создание
Во время работы над фильмом Финчер совместно со сценаристом Джеймсом Вандербилтом и продюсером Брэдом Фишером потратил 18 месяцев на собственное расследование убийств «Зодиака». При съёмках он использовал цифровую камеру Thomson Viper Filmstream. Но, вопреки распространенному мнению, «Зодиак» не был целиком снят на цифровую камеру; для съёмок замедленной сцены последствий убийств были использованы традиционные высокоскоростные камеры.

## Отзывы и прокат
Отзывы критиков о фильме были крайне положительные. В списке, составленном Ассоциацией кинокритиков Лос-Анджелеса с целью выявить десять лучших фильмов первого десятилетия XXI века, фильм «Зодиак» занял пятое место (поделив его с фильмом «Старикам тут не место»).
Северо-американские сборы фильма составили сумму в 33 миллиона долларов. Однако в остальных частях света фильм был более успешен и собрал 51 миллион долларов. Всего сборы составили 84 миллиона долларов США при бюджете фильма в 65 миллионов.

## Награды и номинации
- 2008 — номинация на премию «Сатурн» за лучший приключенческий фильм, боевик или триллер
- 2008 — номинация на премию Гильдии сценаристов США за лучший адаптированный сценарий (Джеймс Вандербилт)
- 2007 — три номинации на премию «Спутник»: лучшая мужская роль второго плана — драма (Брайан Кокс), лучший адаптированный сценарий (Джеймс Вандербилт), лучшая операторская работа (Харрис Савидис)
- 2007 — номинация на Золотую пальмовую ветвь Каннского кинофестиваля (Дэвид Финчер)